# 福州黎明职业技术学院
福州黎明职业技术学院是中华人民共和国的一所全日制专科民办普通高等职业学校，位于福建省福州市。
2004年，福州黎明职业技术学院成立。
学校现有福屿和地球村两个校区，校园占地面积300多亩。